# 개성상인
개성상인(開城商人) 또는 송상(松商)은 개성(開城)을 거점으로 활동하던 고려.조선 시대의 상인들이다. 국내 상업과 해상을 포괄하는 국제 교역을 담당했다.
고려시대에 개성 상인은 수도 상인의 위치에 있으면서 전국의 상권을 지배하고 있었다.
17~18세기에는 한양을 비롯한 전국 각지에서 사상(私商)들의 활동이 활발하였다. 이들의 상업 활동은 중요한 교역로를 따라 전국의 시장으로 뻗어나갔다. 그 중 개성 송상의 활동은 경기를 중심으로 육로를 따라 북쪽으로 황해·평안 지방, 남쪽으로는 충청·경상 지방에 미치고 있었으며, 이들은 각지에 송방(松房)이라는 지점을 설치하여 조선과 중국의 상인들과 갓, 포목, 홍삼, 인삼등을 사고팔았다. 그들은 상호간에 단결하여 외래 상인들을 배척하였고, 도고 즉, 상품을 독점하여 이익을 취하는 데 능했는데 조선후기 상업의 특징이다. 이들은 복식부기인 송도사개치부법을 만들어서 사용하였을 정도로, 상품을 사고파는 규모가 큰 상인들이었다.

## 드라마화
- 1982년 KBS 2TV 월화드라마 현대 입지전에서 개성상인의 애환을 다룬 <개성상인>이 방영됐다[2].

## 같이 보기
- 경강상인
- 의주상인
- 객주
- 홍삼 - 개성상인이 인삼의 대량 증폭(蒸暴)기술을 개발하여 홍삼의 대량생산 시대를 열었다, 중국에 인삼을 팔았는데, 부작용이 발생하자 인삼을 찌고 말림으로써 홍삼을 만들어내었다.